# がか座
がか座（がかざ、画架座、Pictor）は、現代の88星座の1つ。18世紀半ばに考案された新しい星座で、イーゼル（画架）をモチーフとしている。日本では北大東村以南で全体を見ることができるが、領域が狭く明るい星もないことから目立たない星座である。

## 主な天体

### 恒星

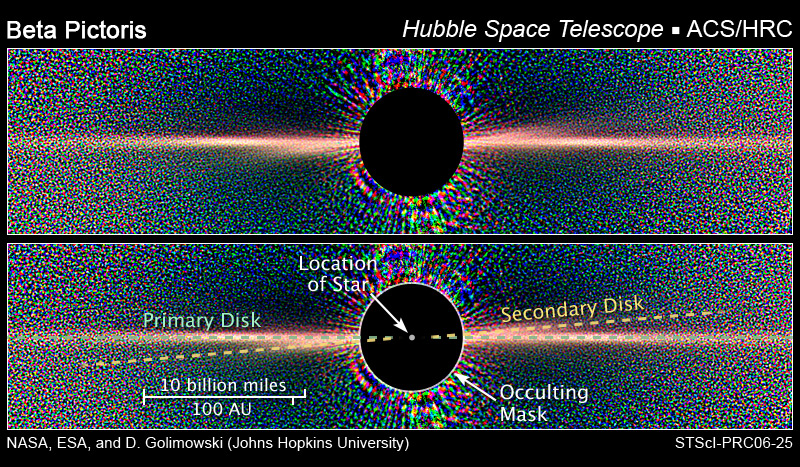
ハッブル宇宙望遠鏡によるがか座β星と原始惑星系円盤の撮像。

2022年4月現在、国際天文学連合 (IAU) が認証した固有名を持つ恒星は1つもない。
- α星：見かけの明るさ3.30等の3等星[4]。がか座で最も明るい恒星。
- β星：見かけの明るさ3.86等の4等星[5]。1983年にデブリ円盤（英語版）が発見、2008年には太陽系外惑星が望遠鏡による撮像から発見された。2023年現在2つの太陽系外惑星の存在が確認されている[6][7]。
- カプタイン星：見かけの明るさ8.85等の赤色矮星[8]。太陽系から約12.83 光年の距離にあり、バーナード星に次いで全天で2番目に大きな固有運動を持つ恒星として知られる。2014年には2つの太陽系外惑星の発見が発表されたが、2023年現在その存否について議論が分かれている[9][10]。

### 星団・星雲・銀河
- NGC 1705：銀河。

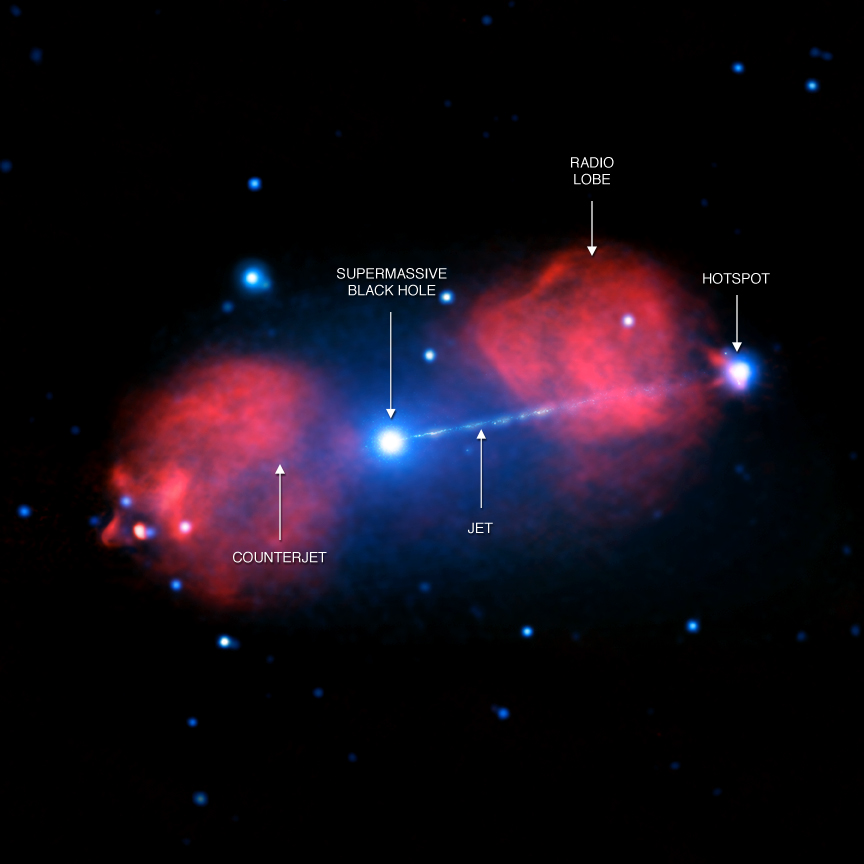
チャンドラX線天文台のX線観測データとオーストラリア望遠鏡コンパクトアレイの電波観測データを合成した「がか座A」の画像。銀河間空間に光速に近い速さで吹き出すジェットが確認できる。

- がか座A：電波銀河。中心部から吹き出すジェットが確認されており、超大質量ブラックホールが存在すると考えられている。

## 由来と歴史

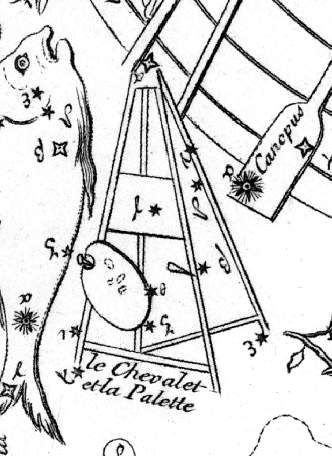
1756年に刊行されたラカーユの南天の星図に描かれたがか座。

がか座は、18世紀中頃にフランスの天文学者ニコラ・ルイ・ド・ラカーユによって考案された。1756年に刊行された『Histoire de l'Académie royale des sciences』に掲載されたラカーユの星図の中で、画架とパレットがセットとなった姿と「画架とパレット」という意味の「le Chevalet et la Palette」という名称が描かれたのが初出である。のちの1763年にラカーユが刊行した著書『Coelum australe stelliferum』に掲載された第2版の星図では、ラテン語化された「Equuleus Pictorius」と呼称が変更されている。1801年にヨハン・ボーデが刊行した『ウラノグラフィア』では、「画家の棚」という意味の「Pluteum Pictoris」と記載された。
1844年にイギリスの天文学者ジョン・ハーシェルは、フランシス・ベイリー宛の書簡の中で、Equuleus Pictorius を「Pictor」と短縮することを提案した。それを受けたベイリーが、翌年の1845年に刊行した『British Association Catalogue』において「Pictor」と改めたことにより、以降この呼称が定着することとなった。
1922年5月にローマで開催されたIAUの設立総会で現行の88星座が定められた際にそのうちの1つとして選定され、星座名は Pictor、略称はPicと正式に定められた。新しい星座のため星座にまつわる神話や伝承はない。

## 呼称と方言
明治期より「畫架」のちに「画架」という訳名が使われており、明治末期以降数度行われた星座の訳名見直しでも他の呼び名が採用されることはなかった。漢字の読みは一貫して「ぐゎか」または「がか」とされているが、1928年（昭和3年）に天文同好会の編集により新光社から刊行された『天文年鑑』の第2号では「ゑかけ」という読みで紹介されていた。これについて天文年鑑の編集に携わっていた山本一清は、東亜天文学会の会誌『天界』1934年8月号の「天文用語に關する私見と主張 (3)」という記事の中で耳に聞いただけでは解りかねる日本語や，漢語萬能時代の夢よりさめて，純粹な日本語（耳で聞いただけで解る日本語）を採用するといふ意味の撤底に於いて，一般に賛成して頂けるものだと思ふ．としており、自らが妥当と考える星座名の一覧でも「ゑかけ（畫架）」という邦訳を充てていた。